# Houtdok (Antwerpen)

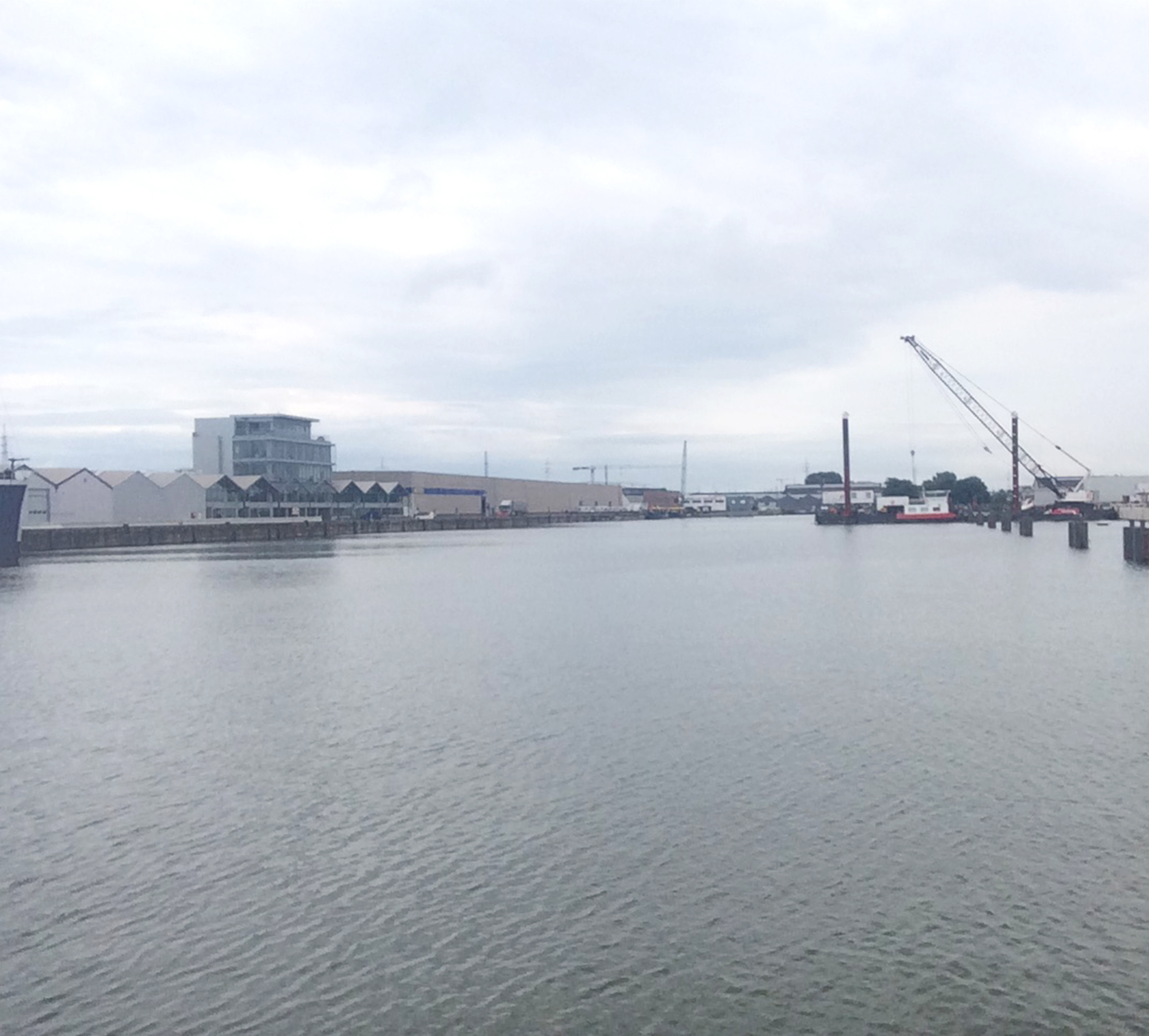
Houtdok te Antwerpen

Het Houtdok, ook wel Mexicodok genoemd en in de volksmond Houtdok genoemd vanaf 22 maart 1869, ligt in noordelijk Antwerpen in een oost-west-as. Het ligt in verbinding met het Kattendijkdok, het Asiadok en het Kempischdok. Aan de westkant zijn de rolbasculebruggen van de Mexicobrug, aan de verbinding met het Kattendijkdok. De verbindingen met het Asiadok en het Kempischdok werden vroeger bediend met draaibruggen, maar die zijn nu beide verwijderd, wegens ouderdom en te weinig gebruikt, door de eveneens weinige trafiek en door de drukkere noordelijke haven.
Het Houtdok is 530 meter lang en 137 meter breed en 3,33 meter diep. Het werd gegraven in 1864. Vanaf de nummers 25A tot 27B aan de noordzijde zijn de opslagploodsen voor hout, vandaar de naam. 
In de noordwesthoek van het Houtdok ligt aan de kaai 25A bij de Mexicobrug het kerkschip Sint-Jozef een betonnen schip uit 1944. In de noordoosthoek van het Houtdok ligt aan de kaai 27B bij de Asiabrug de Antwerpse basis van het Koninklijk Marine Kadettenkorps. Op nummer 32 aan de zuidkant zijn wijndepots. 
De doorgangsgeulen van de Asia- en Kempischebruggen zijn 15 meter breed. Deze zijn breed genoeg voor grotere binnenvaart, maar niet breed genoeg voor hedendaagse zeevaart.
Aan de zuidkaaien zijn eveneens magazijnen en aanlegplaatsen voor bunkerschepen. Aan de noordkant op nummers 25A tot 27B zijn ligplaatsen voor de KAYAK Bunkeringmaatschappij. Op VHF-, telefoon- of GSM-aanvraag worden de binnenschepen op hun ligplaatsen in de haven gebunkerd. Ook gaan deze tankschepen op de Schelde, op de rede of ter hoogte van Oosterweel zeeschepen bunkeren.
Op de Antwerpse rechteroever van de Schelde:
Albertdok · Amerikadok · Asiadok · Bevrijdingsdok · Bonapartedok · Churchilldok · Derde Havendok · Eerste Havendok · Graandok · Hansadok · Houtdok · Industriedok · Kanaaldok · 
Kattendijkdok · Kempisch dok · Kooldok · Leopolddok · Lobroekdok · Margueriedok · Marshalldok · Noordschippersdok · Petroleumdok · Sasdok · Schippersdok · Schuildok voor Lichters · Siberiadok · Steendok · Straatsburgdok · Suezdok · Tweede Havendok · Verbindingsdok · Vierde Havendok · Vijfde Havendok · Willemdok · Zesde Havendok · Zuiderdokken
Op de Oost-Vlaamse linkeroever van de Schelde:
Deurganckdok · Doeldok · Noordelijk Insteekdok · Saeftinghedok · Verrebroekdok · Vrasenedok · Waaslandkanaal · Zuidelijk Insteekdok